# 일주일간 친구의 에피소드 목록
《일주일간 친구》(一週間フレンズ。)는 하즈키 마치다가 2012년 1월부터 스퀘어 에닉스의 간간 조커에 연재한 로맨틱 코미디 만화를 기반으로 한, 브레인즈 베이스가 제작한 애니메이션이다. "일주일간 친구"는 2014년 4월 6일부터 6월 22일까지 도쿄MX 등지에서 방영했다. 또한, 대한민국에서는 2014년 4월부터 애니플러스에서 동시 방영했다. 작중에서, 고등학교 2학년 하세 유키는 같은반 친구 후지미야 카오리가 항상 혼자 있고 친구가 없다는 것을 알아챈다. 유키가 카오리에게 접근해서 친구가 된 뒤, 카오리는 매주 월요일마다 자신의 친구에 대한 기억을 모두 잃어버린다고 밝힌다. 이에 불구하고 유키는 매주마다 카오리와 친구가 되기 위해서 분투한다.
오프닝곡은 콘 나츠미가 부르고 카와시마 아이가 작곡 및 작사를 한 "무지개의 조각"(일본어: 虹のかけら)이다. 스키마 스위치의 2004년 싱글 "카나데"(일본어: 奏（かなで))를 여자 주인공 후지미야 카오리의 성우가 부른 노래를 엔딩곡으로 사용하고 있다. 북미에서는 센타이 필름웍스가 라이선스를 받았다. 또한, 대한민국에서는 2014년 4월부터 애니플러스에서 방영중이다. 스퀘어 에닉스는 일본에서 블루레이와 DVD를 2014넌 6월 18일부터 11월 19일까지 발매했다.

## 방영 목록
| 1 | "친구의 시작" "友達のはじまり。"              | 2014년 4월 6일  | [ 5 ]  |
| 월요일에, 후지미아 카오리는 하세 유키가 친구가 되자고 한 제안을 거절한다. 유키의 친구 키류 쇼고는 그에게 카오리에게 친구가 될 수 없는 이유를 물어보라고 조언한다. 화요일에 유키는 옥상에 가서 같이 앉아서 점심을 같이 먹는다. 하지만 카오리는 그 누구와도 친구가 될 수 없다고 말했다. 유키는 포기하지 않고 단지 동료로서 같이 점심을 먹을 뿐이라고 약속한다. 수요일에, 유키는 카오리를 만나서 방과후에 할 것에 대해서 이야기를 나눈다. 목요일에 점심을 먹은 뒤, 카오리는 유키에게 크레이프 전단지를 보여주지만 친구가 아니라면서 관둔다. 그들이 이야기를 이어감에 따라, 유키는 카오리에게 친구에 대해 어떻게 생각하는지 물어본다. 마침내, 금요일이 찾아왔고 카오리는 눈물을 쏟으면서 유키에게 월요일마다 자신과 친하게 지냈던 사람들에 대한 기억을 모두 잃어버리게 된다고 밝히지만 순진한 불신을 남기게 된다. 뭘 해야 할 지 확신을 못한 유키가 쇼고에게 조언을 구하자 쇼고는 유키에게 카오리와의 관계를 밀고 나가라고 격려한다. 월요일에 유키는 교실에서 카오리에게 다가가지만 카오리가 그를 기억하지 못하는 것을 볼 때 그녀가 한 말이 전부 사실이었음을 확인하게 된다. |                                               |                 |        |
| 2 | "친구와 지내는 법" "友達との過ごし方。"       | 2014년 4월 13일 | [ 6 ]  |
| 카오리는 유키의 겉보기에 거슬리는 제안을 즉시 거절하면서 마음아픈 상황을 다시 한번 더 만들게 된다. 하지만, 유키는 쇼고로부터 격려를 토대로 카오리와 다시 친구가 된다. 다음 날, 유키는 카오리에게 옥상에서 깜짝 놀라게 해 주고 카오리가 행복하다고 믿었던 지난 주의 일에 대해 설명을 해 준다. 다음 날, 유키는 카오리에게 그들이 함께 보낸 시간을 기억하는 데에 도움을 줄 일기를 써 보라고 조언한다. 그리고 카오리는 유키의 개인 성향과 그날 있었던 일을 모두 적기 시작한다. 금요일에, 카오리는 유키에게 크레이프 전단지를 보여주면서 일요일에 그곳을 방문해 보자고 제안한다. 하지만 그들이 만날 때, 크레이프 가게는 문을 닫은 상태였고 유키는 그들이 대신에 카라오케에 대신 가자고 제안한다. 재미로 가득찬 일요일 오후 이후, 카오리와 유키는 서로에게 그들의 독특한 상황에 대해 사과한다. 그날 밤, 카오리는 월요일에 책상 위에 올려진 일기를 꼭 읽으라고 알림을 붙여둔다. 월요일 점심, 카오리는 유키를 소극적인 태도로 옥상에서 "첫번째"로 다시 한번 만나게 되고, 일기 덕분에 그를 기억할 수 있다며 거짓말을 하고 눈물을 흘린다. 유키는 그것이 거짓말임을 알아차리고, 카오리에게 일기를 쓰라고 한 것은 자신이 매주 친구가 되어달라고 하는 것이 귀찮다는 이기심 때문이라며 사과한다. 하지만, 카오리는 유키를 용서하고 그들의 1주일을 다시 시작하게 된다. |                                               |                 |        |
| 3 | "친구의 친구" "友達の友達。"                  | 2014년 4월 20일 | [ 7 ]  |
| 카오리는 유키와 점심을 먹기 시작하면서 그가 좋아하는 것을 기록한다. 그 후 유키는 쇼고에게 카오리의 비밀에 대해 밝힐 것을 제안한다. 다음 날, 유키는 쇼고를 끌어들여 점심을 먹게 하나 쇼고의 거친 태도는 카오리를 위협한다. 하지만 쇼고는 유키가 카오리의 기억상실에 대해 설명하자 이해하는 것으로 보였고 심지어 왜 이런 상황이 발생했는지에 대한 가설까지 제공하기고 한다. 다음 날 방과후, 카오리는 일기를 책상 서랍에 넣어 두고 갖고오는 것을 잊었는데 일기를 찾으러 교실에 갈 때 다른 학생들을 마주하는 것에 대해 두려워한다. 특히, 교실 안에 있던 두 소녀가 카오리의 뒷담화를 할 때는 눈물을 흘린다. 하지만 쇼고가 카오리를 위해 일기를 가져와 준 뒤에, 만약 카오리 자신이 밝히지 않는다면 사람들은 이해하지 못할 것이라고 한다. 다음 월요일, 유키는 수학 문제의 답이 지난 주에 유키를 위해 만들었던 계란말이를 만들었다는 것을 생각나게 하여 카오리가 교실 밖으로 뛰쳐나가자 유키가 카오리에게 달려간다. 쇼고는 그들을 따라왔는데 카오리가 쇼고를 기억하고 있었기 때문에, 카오리는 쇼고를 친구로 고려하고 있지 않다는 것을 추론하였으며, 결국 그녀의 이야기를 믿게 된다. |                                               |                 |        |
| 4 | "친구와의 싸움" "友達とのけんか。"            | 2014년 4월 27일 | [ 8 ]  |
| 교실에서 카오리와 쇼고가 친구라는 소문이 퍼지기 사작한다. 유키는 살짝 부러워져서, 유키는 카오리에게 쇼고에게 너무 친하게 굴지 말라고 화를 낸다. 점심시간에 카오리가 쇼고의 이야기만 하는 것을 듣고 질투심이 생겨 재미없으니 다른얘기를 하자고 하지만, 그의 말은 예상했던 것보다 카오리에게 큰 충격을 주어서 그들은 처음으로 싸우게 되었다. 그날은 금요일이었는데, 카오리는 학교를 그냥 먼저 떠나버린다. 카오리는 결국 유키가 가자고 했던 강에 오게되고 자전거를 타고있던 행인과 부딪혀 일기를 잃어버리게 된다. 반면 그시간 유키는 키류에게 위안을 받으러 간다. 카오리는 그 후 비를 맞아 감기로 인해 집에 오자마자 쓰러져버리고, 문에 붙어 있던 일기를 보라고 쓰여진 종이를 떨어뜨려 버린다. 다음 주 화요일, 카오리가 마침내 학교에 나타나서 유키는 그날 싸웠던 것을 사과하려고 한다. 하지만 충격적이게도, 그녀는 유키와 카오리 자신의 일기 모두 기억하지 못한다. 유키는 우울해져서 쇼고의 조언을 구하고, 쇼고의 말은 유키가 카오리의 잃어버린 일기를 찾도록 독려한다. 그 후, 쇼고는 카오리와 대화를 하고 카오리에게 그녀의 일기장이 사라졌음을 인식시킨다. 카오리는 강에 찾아와서 그녀가 잃어버린 것을 찾고 있는 유키를 발견한다. 유키가 마침내 일기를 찾았을 때, 카오리는 그것이 그녀가 잃어버린 중요한 것이라는 것을 알아차린다. 마침내, 둘은 화해를 하고 친구가 되는 일상을 다시 시작한다. |                                               |                 |        |
| 5 | "새 친구" "新しい友達。"                      | 2014년 5월 4일  | [ 9 ]  |
| 야마가시 사키는 옥상에 있는 카오리에게 다가가서 친구가 되고 싶다는 소망을 표현한다. 카오리는 제안을 거절하지는 못하고, 사키에게 그녀의 말 안하기 규칙(교실 내에서 말을 걸지 않는다는 규칙)에 대해 말한다. 다음날, 사키는 그 규칙을 잊게 되고 일과 중에 카오리와 말을 걸려고 한다. 사키가 다소 대담한 것 같긴 해도, 유키는 카오리에게 사키와 친구가 되라고 격려한다. 그 후에, 카오리는 그녀의 상태를 사키에게 밝히자 사키는 이 상태를 자신의 건망증에 비유를 한다. 하지만, 사키는 카오리에게 그렇게 걱정할 것이 아니라고 말하면서, 그 둘은 서로 공식적인 친구가 된다. 금요일 방과후, 사키는 카오리와 데이트를 하게 되고, 카오리가 누구와 친구가 된다면 하고 싶어해 왔던 많은 것들을 하게 되는데, 유키는 이를 매우 부러워하여 쇼고를 꼬셔서 그들을 미행하자고 한다. 그날 끝 무렵에, 사키는 카오리에게 자신이 어떻게 괴로워져 왔는지 밝히고, 친구 덕분에 어떻게 시련을 극복할 수 있었는지도 알려준다. 그 결과, 카오리는 진실된 친구관계가 무엇인지 알게됨에 따라 눈물을 펑펑 흘리게 된다. 다음 주 월요일, 카오리는 사키에 대해 전부 잊었다. 사키가 카오리의 기억을 상기시키려고 애쓰자, 카오리는 서로 보낸 시간들을 조금 기억하는 것처럼 보였다. 또한, 서로의 관계를 즐기게 되는데 이는 특히 사키의 친구 중 두 명인 세리자와 마이코와 니시무라 아이와 친구가 되었을 때 그랬다. 마침내 카오리는 유키에게 미소를 짓게 되면서, 카오리의 기억은 조금씩 회복되는 것처럼 보인다. |                                               |                 |        |
| 6 | "친구의 어머니" "友達の母親。"                | 2014년 5월 11일 | [ 10 ] |
| 유키의 선생님 이노우에 쥰이 다음주 추가 시험에서 떨어지면 벌로써 답안을 반 전체에 돌릴거라고 말한다. 이는 유키가 카오리에게 수학 강습을 부탁하도록 하는데, 카오리는 기쁘게 받아들인다. 쇼고와 사키는 공부를 하기 위해 그날 저녁에 카오리의 집에 들린다. 카오리의 집에서 그들은 기운찬 어머니 후지미야 시호를 뵙게 되는데, 그 후에 공부를 하기 위해 방에 앉게 된다. 유키와 사키는 느린 진보를 보여준다. 시간이 좀 흐른 이후에, 겁을 주는 쇼고의 행실 때문에 쇼고와 말하는 것에 카오리가 문제가 생기자 그들은 하던 공부를 살짝 미루게 되고, 사키와 유키는 카오리와 쇼고가 가까워질 수 있도록 노력하지만 잘 되지 않았다. 시호는 유키에게 다음날 방과후에 공원에서 만나자고 쪽지를 통해 부탁하고, 공원에서 카오리의 정신적 문제에 대해 대화를 나눈다. 시호는, 카오리가 교통사고에 휘말려서 병원에 입원한 뒤, 뇌에 문제가 없음에도 불구하고 사고 이후에 어떠한 이유 때문에 친구에 대한 기억이 리셋되는 것 같다고 말한다. 다음날, 유키는 추가 시험을 통과하게 되고, 카오리에게 교실에서 처음으로 말을 걸게 되는데, 이는 카오리를 행복하게 한다. 카오리가 웃는것을 보고, 항상 해 왔던 것처럼 한 주가 시작될 때마다 친구가 되어달라고 부탁하는 것을 계속하기로 결심한다. |                                               |                 |        |
| 7 | "'휴우'하는 친구" "「ほっ」の友達。"          | 2014년 5월 18일 | [ 11 ] |
| 7 | "'후우'하는 친구" "「ふぅ」の友達。"          | 2014년 5월 18일 | [ 11 ] |
| 체육 시간동안, 아이코와 아이는 카오리에게 유키와의 관계를 묻기 시작한다. 그리고 그 둘은 정말로 순정이 넘치는 커플이라고 말한다. 그들이 요즘 시간을 함께 덜 보내게 되자, 유키는 카오리에게 기말고사 수학 시험을 도와달라고 하면서, 둘이서만 있어달라고 부탁한다. 방과후에 그들의 지도가 시작될 때, 유키는 카오리에게 수학을 좋아하게 된 계기를 묻게 되고, 무심코 카오리를 대화 도중에 귀엽다고 말해버린다. 그 후, 사키가 이노우에 선생님의 부탁을 받아서 교실에 나타나서, 유키는 유인물을 벽에 붙이는 것을 도와준다. 하지만, 마이코와 아이가 사키를 찾으러 오자, 카오리는 그들이 떠날 때 안심하는데, 카오리도 자신의 마음을 잘 모른다. 여름방학이 다가오자, 유키는 카오리를 자주 만나지 못하게 되는 것을 걱정하고, 이 문제에 대해서 카오리와 대화를 나누는 것조차도 꺼려한다. 하지만, 쇼고는 유키에게 카오리에게 방학동안 전혀 만나지 않음으로써 그의 존재를 기억하는지 알아볼 필요가 있다고 말한다. 그 뒤에, 정 걱정된다면 카오리에게 이 문제에 대해 대화를 나누어 보라고 설득한다. 결국, 유키는 카오리에게 방학 도중에 만날 계획을 세우는데 카오리는 방학이 되어 그들이 만나지 못하게 된다는 것을 깨닫지 못하고 있었다. 여름방학이 시작되고 다음 월요일, 유키와 카오리는 어디에서 만날지 정하지 않아서 길이 엇갈리게 되나, 항상 만나왔던 장소인 학교 옥상에서 둘이 만나게 된다. 유키에게 매우 놀랍게도, 카오리는 유키가 누구인지 기억하기 시작했다. |                                               |                 |        |
| 8 | "친구와 바다" "友達と海"                      | 2014년 5월 25일 | [ 12 ] |
| 여름방학이 지남에 따라, 카오리는 유키에게, 사키와 쇼고와 함께 바다에 가자고 한다. 불행하게도 넷이서 다음날 아침 바다에 갔을 때, 날씨는 점점 나빠지고 있었다. 그들이 바닷가에서 모래성을 쌓는다거나, 공놀이를 하는 동안, 날씨가 악화되어 그들은 어쩔 수 없이 게임센터에 가게 된다. 유키는 게임 센터에서 뽑기 게임 시범을 해 보려했지만 실패를 하고, 쇼고가 한번에 두개를 뽑아 카오리와 사키에게 하나씩 주자 질투를 한다그 다음에는 넷이서 스티커 사진을 찍게 된다. 날씨가 정오에 맑게 갠 뒤에, 가위바위보로 짝을 지어 점심을 사러가게 되는데, 카오리와 쇼고가 짝이되어 유키가 실망한다. 쇼고는 이 기회를 이용해서 카오리에게 유키에 대한 감정이 어떠한지를 질문을 하게 되는데, 동시에 사키 또한 유키에게 카오리에 대한 감정을 질문하게 된다. 카오리는 쇼고에게 유키가 다른 여학생과 대화를 하는 것을 볼때마다 불편한 감정을 느낀다고 말한다. 얼마 후, 날이 어두워져 저녁이 된 뒤에, 쇼고는 유키에게 카오리에게 좀 더 다가가서 자신의 감정을 드러내는 것이 어떠하겠냐고 한다. 그 후에, 유키와 카오리는 바다를 함께 걷게 되고, 둘은 친근한 시간을 가진다. 마침내, 날이 어두워져서 , 네 친구들은 불꽂놀이를 즐긴다. 그리고 카오리가 오늘 있었던 일을 회상하는 동안, 카오리는 그녀 자신이 직면하게 된 심오한 감정을 표현하는 데에 어려움을 겪는다. 한편, 한 십대 소년과 가족이 홋카이도에서 이 마을로 이사를 온다. |                                               |                 |        |
| 9 | "친구와 마지막 날" "友達との最終日"           | 2014년 6월 1일  | [ 13 ] |
| 여름 방학 마지막 날, 유키와 카오리, 쇼고와 사키는 카오리네 집에 모여서 방학 숙제를 한다. 하루가 지남에 따라, 카오리의 어머니인 시호는 유키와의 친구관계가 카오리에게 준 긍정적인 영향에 대해 설명하고, 쇼고는 유키에게 카오리의 상태에 따라서 카오리를 돕는 것에 대한 과정을 다시 확인시킨다. 그 후에, 사키는 숙제를 끝내지는 않았지만 집에 가기로 하고, 쇼고 또한 따라가서 사키에게 수학숙제 답을 준다. 이로써 사키는 초등학교 때에도 이러한 일이 있지 않았었나 기억을 떠올리게 된다. 유키가 숙제를 끝낸 뒤에, 서로 자신이 서로에게 얼마나 도움이 되었는지 물으면서 카오리의 기억이 점차적으로 확고해짐을 알게 된다. 그 순간, 유키가 바닥에 떨어져 있던 종이를 밟아 미끄러지며 카오리 쪽으로 엎어지게 되는데, 이 행동은 카오리의 어머니인 시호에게 오해를 살 만 하였다. 다음날 이학기가 시작되고, 이노우에는 학급 자리를 바꾸자고 했다. 유키와 카오리는 옆에 앉게 되었으나, 홋카이도에서 전학생 쿠죠 하지메가 와서 카오리의 또 다른 옆자리에 앉게 된다. 쿠조는 카오리에게 자신을 기억하냐고 하면서, 약속을 지키지 못했다고 하면서 "배신자"라고 말을 하게 되고 그 말을 들은 카오리는 쓰러지게 되고 보건실에 가게 된다. 보건실에서 깨어난 카오리는 계속 옆을 지키고 있었던 유키를 알아보지도 못하고, 이전 기억이 모두 사라지게 된다. |                                               |                 |        |
| 10 | "친구와 친구" "友達とトモダチ"                | 2014년 6월 8일  | [ 14 ] |
| 바로 전 월요일에 있었던 사건에 의해 후지미야 카오리는 친구관계에 대한 모든 기억을 잃게 된다. 유키 뿐만 아니라 사키와 사키의 친구들도 다 잊어버리게 된다. 유키는 기억을 잃어버린 카오리의 모습을 보고 좌절한다. 그때, 쿠죠가 등장하여, 자신은 초6때 전학을 가게 되었다는 과거를 말하고, 유키에게 카오리를 좋아하냐고 물은 뒤에, 자신은 카오리를 싫어한다고 말한다. 사키와 친구들도 카오리의 변한 모습에 대해 당황하게 된다. 유키는 용기를 얻어서 처음처럼, 카오리에게 자신과 친구가 되어 달라고 부탁을 하고, 그 다음날에는 카오리가 유키를 위해 도시락을 싸 와서 밥을 같이 먹으면서 일기에 쓰여 있던 과거의 추억에 대해 말한다. 사키는 카오리의 변한 모습을 보고 자신이 나서야겠다고 말을 한 뒤, 쇼고에게 호감을 표한다. 크레이프를 먹으러 약속을 한 당일, 카오리는 기다리던 도중 쿠죠와 초6때 친구인 오타와 야마사토를 만나게 되는데, 그들은 카오리가 자신들을 기억하지 못한다는 소리를 듣고 놀란다. 카오리는, 자신이 쿠조와 사귀었다, 남몰래 가로챘다는 소리를 듣자 괴로워한 뒤에 도망치게 된다. 이 모습을 보게 된 유키는 쿠죠에게 그동안의 분노끼지 함께 따지게 되나, 쿠조는 왜 그런지 모르겠다는 모습이었으며, 1주일마다 기억이 초기화된다는 것을 이해하지 못한다. 오히려, 일기에 의해 유지되는 친구가 진정한 친구인지 반문하게 되는데, 이에 대해 유키는 카오리는 기억을 잃긴 하지만 추억은 쌓이고 있는 것을 보니 카오리는 자신의 친구라고 밝힌다. 유키는, 앞으로 그동안 해 온 것처럼 일주일마다 카오리와 친구가 되리라 결심하게 된다. 사키 또한 강가에서 카오리를 마주치며 최근 상태가 이상하다며 유키와 어떤 일이 있었냐고 묻게 된다. |                                               |                 |        |
| 11 | "중요한 친구" "大切な友達"                    | 2014년 6월 15일 | [ 15 ] |
| 겨울이 어렴풋하게 다가오고, 유키는 카오리와의 관계를 조금씩 발전시켜 나간다. 동시에, 사키는 이전에 했었던 말 때문에 쇼고를 피하기 시작한다. 그날 오후, 마이코와 아키는 카오리를 집으로 초대하기로 결정했고, 유키는 하지메에게 크레이프 가게에서 있었던 전의 금요일 이벤트에 대하여 질문하는데, 이는 유키를, 오타와 야마사토를 만나게 하기 위하여 식당으로 데려가는 결과를 낳는다. 그곳에서, 유키는 하지메에게 카오리와의 과거를 묻게 되고, 하지메는 그들의 초등학교에서의 유명세와 학교 생활에 대해 설명하면서, 카오리와 유키의 현재 관계에 대해서 상기시킨다. 오토와 야마사토가 나타나서, 나오미 시가하라와 반 친구들이, 하지메와 만나는 것에 대한 질투 때문에 카오리에게 학교 폭력을 행사했다고 설명한다. 이 행동은 카오리가 울면서 도망치는 결과를 낳았고 그 뒤에 자동차 사고를 당하게 되어, 하지메와의 만남을 하지 못하게 되고 기억 상실까지 일으키게 되는데, 이러한 사실은 유키와 하지메에게 충격을 가져오기에 충분하였다. 동시간대에, 카오리는 대화를 엿듣고서는 눈물을 지으며 뛰쳐나오게 되는데, 하지메는 카오리의 현상태 때문에 자책하게 된다. 다음 주 월요일, 카오리는 유키에게 사실을 알게 된 것에 대한 안도를 표한다. 하지만, 유키는 나중에 결국 쇼고에게, 그 자신이 카오리에게 의도치 않게 상처를 주었을 지도 모른다는 것이 두렵다고 말하면서, 카오리와 거리를 두기 시작한다. |                                               |                 |        |
| 12 | "친구가 되어주세요." "友達になってください。" | 2014년 6월 22일 | [ 16 ] |
| 어느 날 저녁, 카오리는 쇼고에게 유키가 카오리를 더 이상 상처입히고 싶지 않아서 카오리를 피한다는 대답을 듣고서는 더 큰 상처를 받게 된다. 다음 날, 쇼고는 사키를 구석으로 몰아서, 사키가 쇼고에게 화가 났기 때문에 쇼고를 보는 것을 피하고자 했다는 것을 듣고, 이러한 상황이 나오게 된 것에 대해 쇼고는 사과한다. 방화 후, 쇼고는 유키에게 모두들 카오리와의 관계가 좀 이상하다는 것을 알고 있다면서 경고를 한다. 겨울방학이 시작되자, 유키는 무심코 다리 위에 있던 카오리에게 가서 자신도 놀라고, 유키와 카오리는 함께 걷기로 한다. 같이 걸으면서 카오리는 유키가 자신의 삶을 크게 바꾸어 주어서 고맙다고 전한다. 그 뒤에, 크레이프 가게에 가서 크레이프를 사 먹는다. 그 후, 둘은 일부러 다른 길로 집에 가려 하지만, 유키는 카오리에게 집에 바래다 주겠다고 한다. 집에 가는 길에 오래된 신사를 찾는다. 신사에서 예를 표한 뒤에, 카오리는 눈물을 뿌리면서 아무리 유키가 자신을 피해도 더 친한 친구가 되고 싶다고 고백한다. 유키는 자신이 해 왔던 것들이 카오리에게 상처를 주었을 뿐이라는 것을 깨닫고, 자신 또한 카오리와 친구가 되고 싶었다고 고백한다. 새해가 밝고 새학기가 시작되자, 유키는 친구로서 공유하는 기억을 소중히 여기고 새로운 기억을 만들어나가는 것이 중요하다는 것을 회상한다. 마침내, 유키는 어느 날 아침에 카오리에게 다가가고, 카오리와 유키는 서로에게 친구가 되어 달라고 부탁한다. 에필로그에서, 유키는 일기를 쓰기 시작하고, 카오리는 일기에 무엇을 썼을까 하고 궁금해한다. |                                               |                 |        |

## 홈 미디어
스퀘어 에닉스는 블루레이와 DVD를 2014년 6월 18일부터 발매할 예정이다.
| Vol. | Vol.   | 에피소드                               | 블루레이 / DVD              | 특전 영상 / 상품                   | 발매일          | BD Ref. | DVD Ref. |
| ---- | ------ | -------------------------------------- | --------------------------- | ---------------------------------- | --------------- | ------- | -------- |
|      | 1      | 1, 2                                   | 하세 유키 & 후지마야 카오리 | 사운드트랙 CD / 특전 소책자 Vol. 1 | 2014년 6월 18일 | [ 18 ]  | [ 19 ]   |
| 2    | 3, 4   | 카오리 & 유키                          | 특전 소책자 Vol. 2          | 2014년 7월 16일                    | [ 20 ]          | [ 21 ]  |          |
| 3    | 5, 6   | 카오리, 유키, 사키, 쇼고               | 특전 소책자 Vol. 3          | 2014년 8월 20일                    | [ 22 ]          | [ 23 ]  |          |
| 4    | 7, 8   | 유키, 카오리(전면) & 사키, 쇼고 (후면) | 특전 소책자 Vol. 4          | 2014년 9월 17일                    | [ 24 ]          | [ 25 ]  |          |
| 5    | 9, 10  | 카오리(전면), 유키, 쿠죠(후면)         | 특전 소책자 Vol. 5          | 2014년 10월 15일                   | [ 26 ]          | [ 27 ]  |          |
| 6    | 11, 12 | 유키, 카오리                           | 특전 소책자 Vol. 6          | 2014년 11월 19일                   | [ 28 ]          | [ 29 ]  |          |

## 같이 보기
- 일주일간 친구